# Jamaikanische Badmintonmeisterschaft 2000
Die Jamaikanische Badmintonmeisterschaft 2000 fand vom 28. bis zum 30. Oktober 2000 im Constant Spring Golf and Country Club in Kingston statt. Es war die 53. Austragung der nationalen Titelkämpfe im Badminton von Jamaika.

## Sieger und Finalisten
| Disziplin    | Gold                               | Silber                      |
| ------------ | ---------------------------------- | --------------------------- |
| Herreneinzel | Laxxon O’Connor                    | Bradley Graham              |
| Dameneinzel  | Nigella Saunders                   | Vinette Rowe                |
| Herrendoppel | Paul Leyow Kingsley Ford           | Bradley Graham Roy Paul jr. |
| Damendoppel  | Christine Leyow-Mayne Terry Walker | Nigella Saunders Alya Lewis |
| Mixed        | Bradley Graham Nigella Saunders    |                             |